# Victrix macrosema
Victrix macrosema är en fjärilsart som beskrevs av Charles Boursin 1957. Victrix macrosema ingår i släktet Victrix och familjen nattflyn. Inga underarter finns listade i Catalogue of Life.